# رودني أريزميندي
رودني أريزميندي (بالإسبانية: Rodney Arismendi)‏ (و. 1913 – 1989 م) هو سياسي، وصحفي، وكاتب أوروغواياني، ولد في ريو برانكو، توفي في مونتفيدو، عن عمر يناهز 76 عاماً.

## جوائز
حصل على جوائز منها:
- وسام الصداقة الروسي (23 مارس 1983)[5]
- وسام ثورة أكتوبر
- وسام لينين.

## روابط خارجية
- رودني أريزميندي على موقع مونزينجر (الألمانية)
- رودني أريزميندي على موقع ديسكوغز (الإنجليزية)